# Strychnos lucida
Strychnos lucida är en tvåhjärtbladig växtart som beskrevs av Robert Brown. Strychnos lucida ingår i släktet Strychnos och familjen Loganiaceae. Inga underarter finns listade i Catalogue of Life.